# Sceliages granulatus
Sceliages granulatus là một loài bọ cánh cứng trong họ Bọ hung (Scarabaeidae).